# Dmitri Iossifowitsch Gulia

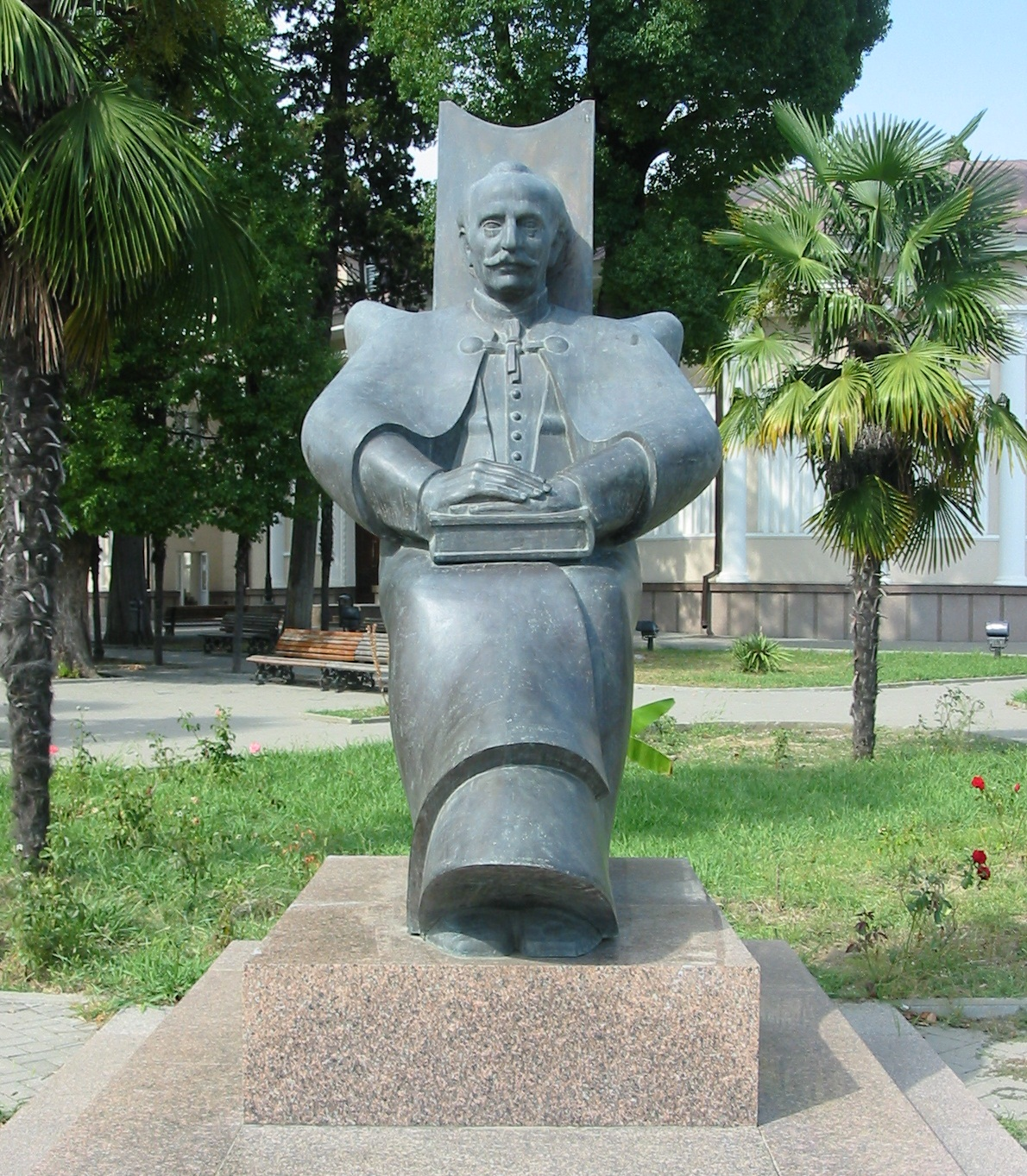
Denkmal Dmitri Gulias in Sochumi

Dmitri Iossifowitsch Gulia (abchasisch Дырмит Иасыф-иҧа Гәлиа; russisch Дмитрий Иосифович Гулиа; * 9. Februarjul. / 21. Februar 1874greg. in Tschartscha, Russisches Reich; † 7. April 1960 in Agudsera, Abchasische ASSR) war ein sowjetisch-abchasischer Schriftsteller. Er zählt zu den Begründern der modernen abchasischen Literatur.

## Leben und Karriere
Dmitri Gulia wurde als Gatsch Gulia im abchasischen Tschartscha bei Gulripschi geboren, damals noch Teil des Russischen Reichs. Seine Familie wurde zunächst in das Osmanische Reich ausgewiesen, wie viele abchasische Familien nach der russischen Eroberung des Kaukasus. Gulias Vater gelang es jedoch, nach Abchasien zurückzukehren. Gulia selbst machte eine Lehrerausbildung in Gori.
Zusammen mit Konstantin Matschawariani entwickelte Gulia 1892 ein neues abchasisches Alphabet, basierend auf dem kyrillischen Alphabet. 1912 veröffentlichte er einen ersten Gedichtband. 1919 schrieb er mit „Unter fremdem Himmel“ die erste Novelle in abchasischer Sprache. In den 1920er-Jahren, als Abchasien nun zur Sowjetunion gehörte, war er einer der Redakteure der Zeitschrift Apsny, der ersten abchasischsprachigen Zeitung. Von 1922 bis 1924 unterrichtete er abchasische Sprache an der Staatlichen Universität Tiflis. In den Folgejahren war Gulia schriftstellerisch sehr aktiv, es folgten lyrische Werke wie etwa „Lied von Abchasien“ (1940) oder „Herbst im Dorf“ (1946) und die Novelle „Kamatschitsch“ (1940). Er verfasste auch Sachbücher über die abchasische Sprache, Kultur und Geschichte.
In den 1950er-Jahren saß Gulia im Obersten Sowjet der UdSSR, dem Parlament der Sowjetunion. Er wurde mit dem Leninorden ausgezeichnet. Sein Sohn Georgi Gulia war ebenfalls Schriftsteller.